# لگبروخ
لگبروخ (به آلمانی: Leegebruch) یک شهر در آلمان است که در اوبرهافل واقع شده‌است. لگبروخ  ۶٬۶۷۴ نفر جمعیت دارد.

## خواهرخوانده
شهر لنگریش، وستفالن خواهرخواندهٔ لگبروخ هست.